# Nicolae al IV-lea al Constantinopolului
Nicolae al IV-lea Mouzalon, menționat uneori Muzalon, (în greacă Νικόλαος Μουζάλων, transliterat: Nikolaos Mouzalon; n. anii 1070 – d. 1152) a fost un cleric ortodox grec care a îndeplinit funcția de patriarh ecumenic al Constantinopolului din decembrie 1147 până în martie / aprilie 1151.

## Biografie

### Origine
Nicolae s-a născut în jurul anului 1070 într-o familie de vază a Constantinopolului, din care a provenit mai târziu un episcop de Amyklon, cu același nume, care a păstorit în a doua jumătate a secolului al XII-lea. Urmașii săi, Gheorghios, Theodoros și Andronikos Mouzalon au fost funcționari politici și militari de rang înalt: Theodoros a fost mare logofăt (megas logothetēs) în timpul împăratului Mihail al VIII-lea Paleologul (1261-1282), iar la Sinodul din 1284 i-a criticat pe susținătorii reunirii bisericești Ioannis Vekkos, Konstantinos Melitiniotis și George Metohitis.
În ceea ce privește viața lui Nicolae Mouzalon, sursele biografice sunt limitate: o lucrare autobiografică intitulată Απολογία pe care a scris-o când a demisionat de pe tronul arhiepiscopal al Ciprului și un Encomium (Εγκώμιον) scris de un orator anonim și rostit când era patriarh al Constantinopolului. El și-a început, probabil, cariera teologică, predând evangheliile și a fost numit predicator laic în timpul păstoririi patriarhului Nicolae al III-lea Grammaticus (1084-1111).

### Arhiepiscop al Ciprului
Atunci când a devenit vacant scaunul arhiepiscopal al Ciprului, împăratul bizantin Alexie I Comnenul (1081–1118), apreciindu-i erudiția teologică, l-a considerat mai potrivit pentru această funcție, în ciuda faptului că era laic. Mouzalon a vrut să evite alegerea și a fugit la o mănăstire de lângă Constantinopol, posibil la Mănăstirea Kosmidion⁠(fr)[traduceți], unde s-a călugărit. În cele din urmă, împăratul a reușit să-l convingă pe noul călugăr Nicolae, care a fost ales arhiepiscop al Ciprului. Durata exactă a păstoririi sale ca arhiepiscop este necunoscută, dar cu siguranță a renunțat de bună voie la această funcție în jurul anului 1110. Motivele demisiei sale aveau legătură cu incapacitatea sa de a controla situația dăunătoare care predomina în cadrul arhiepiscopiei: clerul coopera cu colectorii de impozite, contribuind la extorcarea brutală a Bisericii Ortodoxe Cipriote, în timp ce clericii care încălcau regulile bisericii erau protejați de conducătorii laici.
După demisia sa, el s-a întors ca stareț la Mănăstirea Sfinților Cosma și Damian din suburbia Kosmidion (azi Eyüp) a Constantinopolului, unde a rămas în următorii treizeci și șapte de ani.

### Patriarh al Constantinopolului
Circumstanțele înălțării sale pe tronul patriarhal al Constantinopolului sunt legate de destituirea în februarie 1147 a patriarhului Cosma al II-lea Attikos, care fusese acuzat de bogomilism. A urmat o vacanță a tronului patriarhal de zece luni, din cauza faptului că Sinodul Patriarhal nu a putut să cadă de acord asupra alegerii unei persoane potrivite. Împăratului Manuel I Comnenul (1143-1180), a cărui asistență a fost solicitată de membrii sinodului, l-a propus pe bătrânul Nicolae Mouzalon datorită activității sale pastorale anterioare în Cipru și a stimei de care se bucura în rândul poporului, Prin urmare, Nicolae Mouzalon a fost ales patriarh în decembrie 1147. Alegerea sa a provocat, cu toate acestea, o controversă considerabilă în cadrul Bisericii Constantinopolului: validitatea canonică a alegerii sale a fost pusă la îndoială de unii ierarhi pretendenți care au considerat că renunțarea în mod voluntar la funcția de arhiepiscop (care echivala în opinia lor cu o renunțare la preoție) și faptul că a trăit retras timp de aproape 40 de ani îl făceau inapt pentru funcția de patriarh.
Durata patriarhatului său variază de la un autor la altul: 3 ani (manuscrisele Paris. supp. 755, Atheniensis 1372 și Laurentianus LIX 13), 3 ani și 3 luni (Matei Cigalas), 3 ani și 4 luni (Nichifor Calist și Leunclavius) și 4 ani și 4 luni (Filip de Novara). Din coroborarea informațiilor incluse în toate aceste surse istorice, teologul și bizantinologul francez Venance Grumel (secretar al Revue des études byzantines și autor al unei cronologii a patriarhilor de Constantinopol) consideră că durata patriarhatului lui Nicolae al IV-lea ar fi de 3 ani și 4 luni. Alte surse contemporane lui Grumel menționează perioade asemănătoare: sfârșitul anului 1147 – 1151 (listele lui Karl Krumbacher) și decembrie 1147 – martie 1151 (Dictionnaire de théologie catholique).
Patriarhul Nicolae al IV-lea a scris o serie de lucrări teologice, printre care un tratat care respinge adaosul doctrinar catolic Filioque adresat împăratului Alexie I și o apărare poetică a actului renunțării la funcția de arhiepiscop al Ciprului. El l-a însărcinat pe diaconul Vasilisc să scrie o lucrare hagiografică dedicată Cuvioasei Parascheva „care, într-adevăr, să fie plăcută lui Dumnezeu”. În perioada mandatului său de patriarh au fost adoptate decizii sinodale cu privire la impedimentele căsătoriei între o persoană ortodoxă și o persoană eretică, la interzicerea de către Biserică a adoptării propriilor frați și la dreptul unui cleric condamnat de un tribunal episcopal de a face apel la tribunalul patriarhal. În timpul păstoririi sale, Biserica Ortodoxă Rusă a profitat de haosul care a precedat alegerea sa și a ales în mod necanonic un mitropolit fără a aștepta avizul Patriarhiei Constantinopolului.
Opoziția unei părți a clerului l-a determinat pe împăratul Manuel să-i ceară patriarhului să abdice. Împăratul și patriarhul au purtat discuții timp de câteva zile pe acest subiect, iar înregistrările acestor conversații au fost păstrate. În ciuda sprijinului lui Nicolae, episcopul de Methoni, și al lui Nichifor Vasilakis, un membru influent al clerului Catedralei Sfânta Sofia, Nicolae al IV-lea Mouzalon a fost nevoit să renunțe la funcția de patriarh în martie/aprilie 1151. A murit în anul 1152.